# Civitella Messer Raimondo
Civitella Messer Raimondo ist eine italienische Gemeinde in der Provinz Chieti. Sie hat 763 Einwohner und umfasst 12 km². Die Gemeinde liegt in der Nähe von Fara San Martino und Colle San Leonardo.
Die Nachbargemeinden sind: Casoli, Fara San Martino, Gessopalena, Lama dei Peligni und Palombaro.

## Geschichte
Das Dorf hieß bis 1863 Civitella. Die Felszeichnungen in der Höhle La Pineda stammen aus dem Paläolithikum. In der Gegend von Fonte Liberatori und auf einem Hügel in Piano wurden archäologische Fundstücke ausgegraben. Es wurden unter anderem prähistorische Gräber mit Grabbeigaben gefunden, einschließlich der Einrichtung in Bronze. Auf dem Hügel fand man Mosaiken aus der Römerzeit. Allerdings fand man keine überlieferten Dokumente aus der Römerzeit. Im 12. Jahrhundert wurde das Dorf als Civitellam gegründet. Im 14. Jahrhundert war Civitella das Lehen von Raymond Annichinis. Die letzten Feudalherren des Dorfes waren die Baglioni, deren Namen die Burg in der Gemeinde erhielt.

## Sehenswürdigkeiten
- Der Palazzo Gattone steht auf einer Kuppe eines Hügels. Der Eingang befindet sich auf einer Gasse, wo sich der Eingang durch ein Portal von Steinblöcken gesichert befindet. Auf der östlichen Straßenseite sind Original-Werke von einigen Strukturen einschließlich der Veranda mit einem Tonnengewölbe.

- Das Schloss der Grafen Baglioni (Castello Baglioni). Es steht an der Piazza Roma und hat einen rechteckigen Grundriss. An der Ostfront hat das Schloss eine Bastion. Das Gebäude stammt aus dem 18. Jahrhundert.

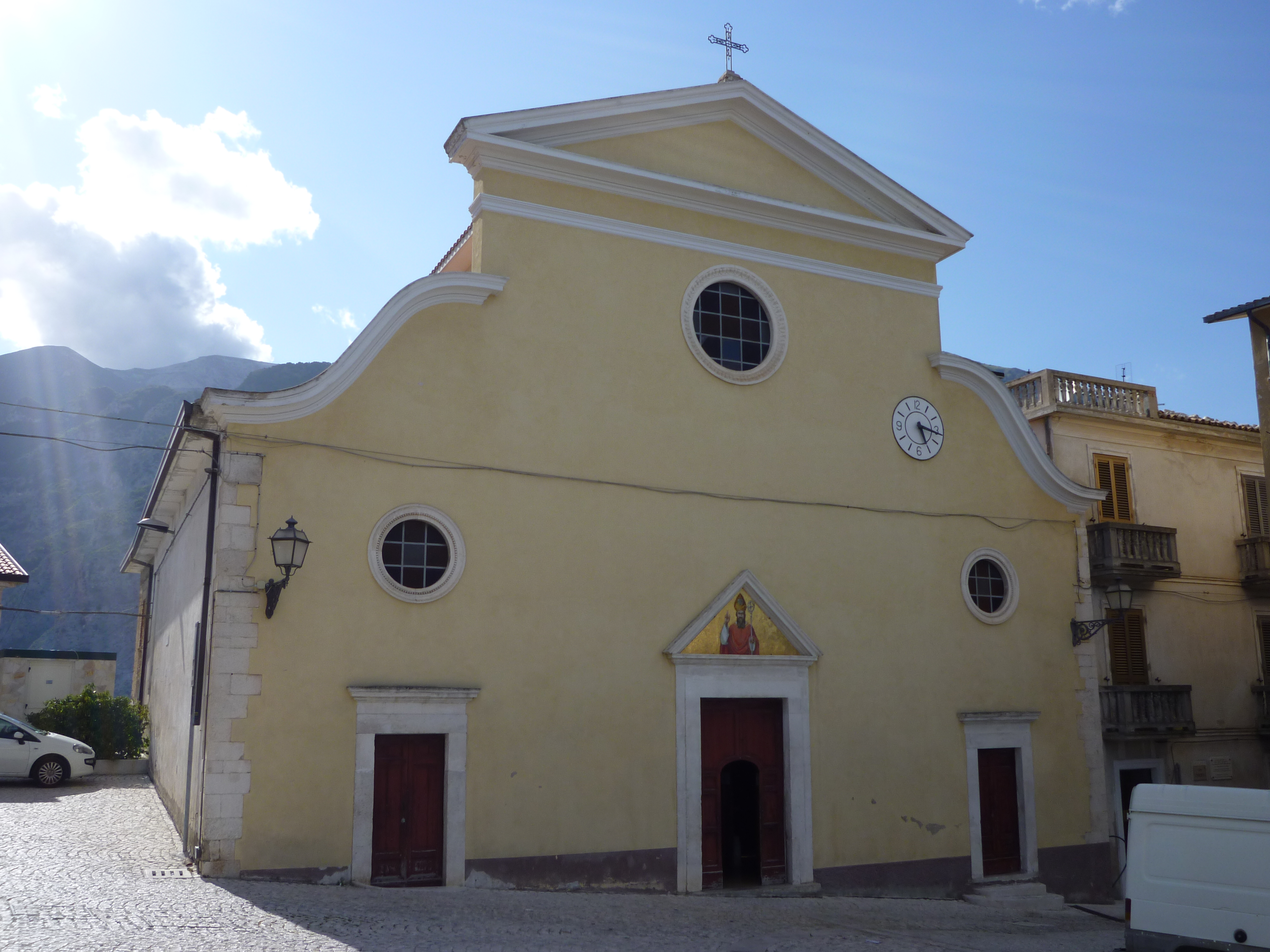
Kirche Santissimo Salvatore

- Die Kirche des heiligen Erlösers (Santissimo Salvatore). Nach Literaturquellen stammt die Kirche aus dem 13. Jahrhundert. Sie wurde vor kurzem restauriert. Das Portal wird von einem dreieckigen Giebel gekrönt, in dem ist ein Mosaik des heiligen Erasmus. Die Säulen und Pilaster sind gemalte Marmorimitationen.

## Religion
Die katholische Pfarrei Santissimo Salvatore gehört zum Dekanat Casoli im Erzbistum Chieti-Vasto.

## Weinbau
In der Gemeinde werden Reben der Sorte Montepulciano für den DOC-Wein Montepulciano d’Abruzzo angebaut.